# Herz und Mund und Tat und Leben, BWV 147
Herz und Mund und Tat und Leben, BWV 147 (El cor i la boca, els actes i la vida), és una cantata religiosa de Johann Sebastian Bach per a la Visitació, estrenada a Leipzig, el 2 de juliol de 1723.

## Origen i context
El cor inicial i les àries del tercer, cinquè i setè número provenen de l'himne Envagelisches Andachts-Opffer de Salomo Franck, als quals un poeta desconegut afegí els recitatius i l'ària del número 9. Els corals que clouen les dues parts canten, respectivament, les estrofes 6 i 16 de l'himne Jesu, meiner Seele Wonne de Martin Jahn (1661). Aquesta cantata tingué una primera versió, amb el mateix títol, BWV 147a, composta a Weimar destinada al quart diumenge d'Advent (20 de desembre 1716), ja que en aquesta ciutat no es prohibia la interpretació de música figurada (figuraliter) en aquest temps litúrgic previ al Nadal, cosa que sí que passava a Leipzig. La cantata no s'arribà a estrenar i Bach l'aprofità per a aquesta festa de Maria, tot just uns mesos després d'arribar a Leipzig.
La cantata de Weimar, es va adaptar a la nova situació modificant els textos, permutant alguns números, afegint-hi els recitatius dels números 2, 4 i 8, incorporant un coral (número 6) per acabar la primera part i convertint-la, així, en una cantata amb dues parts; a més, l'addició d'una trompeta li va donar un aire festiu i esplendorós. L'evangeli del quart diumenge d'Advent, Joan (1, 19-28), narra com Sant Joan Baptista dona testimoni d'allò que ha de venir i conté el passatge on es canta la joia de Maria per l'encarnació de Jesús (el Magnificat) i, per tant, és molt adequat per a la festa de la Visitació. De fet només els recitatius afegits, es refereixen a l'evangeli del dia de la Visitació Lluc (1, 39-56) i a l'epístola, Llibre d'Isaïes (11, 1-5), que expressen l'esperit de la festivitat. Per a aquesta festivitat de la Visitació, dia que conjuntament amb la Purificació i l'Anunciació, eren les tres úniques festes de la Mare de Déu que la litúrgia luterana celebrava de manera solemne amb la interpretació de cantates, es conserva només una altra cantata la BWV 10.

## Anàlisi
Obra escrita per a soprano, contralt, tenor, baix i cor; trompeta aguda, dos oboès, dos oboe da caccia, oboè d'amor, corda i baix continu amb fagot. Consta de deu números, repartits en dues parts, la primera es cantava després de l'evangeli abans del sermó, i la segona, més curta, durant la comunió. Les àries de la primera part van a càrrec de les veus agudes, soprano i contralt, mentre que les de la segona les canten el tenor i el baix.
Primera Part
1. Cor: Herz und Mund und Tat und Leben (El cor i la boca, els acte i la vida)
2. Recitatiu (tenor): Gebenedeiter Mund! (Benaurada boca!)
3. Ària (contralt): Schäme dich, o Seele, nicht (No recelis, ànima, O no!)
4. Recitatiu (baix): Verstockung kann Gewaltige verblenden (La tossuderia podrà ofuscar els poderosos)
5. Ària (soprano): Bereite dir, Jesu, noch itzo die Bahn (Aparia Jesús, suara, el teu Camí)
6. Coral: Wohl mir, dass ich Jesum habe (Sóc sortós, compto amb Jesús)

Segona Part
1. Ària (tenor): Hilf, Jesu, hilf, dass ich auch dich bekenne (Ajuda’m, Jesús, ajuda’m, per tal que jo t’obri el cor)
2. Recitatiu (contralt): Der höchsten Allmacht Wunderhand (La suprema i prodigiosa mà de l'Omnipotent)
3. Ària (baix): Ich will von Jesu Wundern singen (Vull cantar els miracles de Jesús)
4. Coral: Jesus bleibet meine Freude (Jesús, joia meva, queda’t)

El cor inicial, amb un text breu, no permet un tractament de motet en seccions, comença amb una simfonia instrumental de gran força, amb l'aire joiós de la trompeta i els oboès, després de la qual entra el cor que ofereix tres passatges en polifonia lliure emmarcats per dos episodis fugats. El recitatiu de tenor, del segon número, assegura la unió entre l'esclat del cor inicial i el recolliment de l'ària de contralt següent, on l'oboè d'amor i el continu amb fagot fan un contrapunt, que li dona un aire assossegat i plàcid. El recitatiu de baix, número 4, té detalls descriptius interessants com la declamació de la veu i el paper del continu, que amb un gir descendent subratlla l'acció d'abatre (dieser Arm erhebt), amb un d'ascendent la d'aixecar-se (dieser Arm erhebt) i acaba expressant el fremir i la tremolor del món (obschon vor ihm der Erde Kreis erhebt). L'ària de soprano, és un concertant en trio, amb el violí solista, que representa la veu de Jesús, i el continu, ve seguida del coral que tanca la primera part amb una melodia de Johann Schopp (1642), que es repetirà al final de la cantata amb un altre text. La segona part comença amb una ària de tenor amb el continu, reforçat per un violó, que exterioritza de manera brillant el poder de l'amor de Jesús. En el recitatiu posterior, número 8, el contralt, acompanyat pels dos oboès da caccia i el continu, comenta amb detall el text de l'evangeli de Lluc. Segueix l'ària de baix amb tots els instruments disponibles, que formen una densa polifonia en la que hi destaca la trompeta, mentre la veu canta els miracles i les meravelles de Jesús, Ich will von Jesu Wundern singen. La cantata acaba amb el coral final, amb el text indicat, musicalment idèntic al que clou la primera part.
La música d'aquest coral és un dels moviments més cèlebres de tota la música religiosa de Bach, i s'ha convertit en un dels passatges més populars de la música clàssica, anant, així, més enllà de l'obra del mateix Bach. Té una durada aproximada d'una mica més de mitja hora.

## Discografia seleccionada
- J.S. Bach: Das Kantatenwerk. Sacred Cantatas Vol. 8. Nikolaus Harnoncourt, Tölzer Knabenchor (Gerard Scdmidt-Gaden, director), Concentus Musicus Wien, Alan Bergius, Stephan Rampf (solistes del cor), Kurt Equiluz, Thomas Hampson. (Teldec), 1994.
- J.S. Bach: The complete live recordings from the Bach Cantata Pilgrimage. CD 53: Michaeliskirche, Leipzig; 10 de desembre de 2000. John Eliot Gardiner, Monteverdi Choir, English Baroque Soloists, Brigitte Geller, Michael Chance, Jan Kobow, Dietrich Henschel. (Soli Deo Gloria), 2013.
- J.S. Bach: Complete Cantatas Vol. 7. Ton Koopman, Amsterdam Baroque Orchestra & Choir, Lisa Larsson, Bogna Bartosz, Gerd Türk, Klaus Mertens. (Challenge Classics), 2004.
- J.S. Bach: Cantatas Vol. 12. Masaaki Suzuki, Bach Collegium Japan, Yukari Nonoshita, Robin Blaze, Gerd Turk, Peter Kooij. (BIS), 2000.
- J.S. Bach: Church Cantatas Vol. 45. Helmuth Rilling, Gächinger Kantorei, Bach-Collegium Stuttgart, Arlenn Augér, Helen Watts, Kurt Equiluz, Wolfgang Schöne. (Hänssler), 1999.
- J.S. Bach: Six Favourite Cantatas. Joshua Rifkin, The Bach Ensemble, Jane Bryden, Drew Minter, Jeffrey Thomas, Jan Opalacah. (L'Oiseau-Lyre), 1985.
- J.S. Bach: Sacred Masterpieces. Cantatas. CD 21. John Eliot Gardiner, Monteverdi Choir, English Baroque Soloists, Ruth Holton, Michael Chance, Anthony Rolf Johnson, Stephen Varcoe (Archiv Produktion), 2010.
- J.S. Bach: Cantata BWV 147. Six Motetes. David Willcocks, Academy of St. Martin in the Fields, Choir of King’s College, Elly Ameling, Janet Baker, Ian Partridge, John Shirley-Quirk. (EMI Classics), 1970.
- J.S. Bach: Cantatas BWV 80, 140, 147 & Jesu meine Freude. Wolfgang Gönnenwein, South German Madrigal Choir, Instrumentalists Consortium Musicum, Joan Sutherland, Helen Watts, Wilfred Brown, Thomas Hemsley. (EMI), 2005.